# Alció roig
L'alció roig (Halcyon coromanda) és una espècie d'ocell de la família dels alcedínids (Alcedinidae) que habita manglars i rius als boscos, criant a Corea i Japó, i des de l'est de l'Índia, Bangladesh, Myanmar i Indoxina, fins a les illes Andaman, Sumatra, Borneo i Sulawesi. A l'hivern les poblacions septentrionals es mouen cap al sud, arribant fins a les Filipines.